# Daemon (informatique)
Pour les articles homonymes, voir Démon.
Un daemon (prononcé /ˈdiː.mən/ ou /ˈdeɪ.mən/, du grec ancien δαίμων / daímōn, « divinité »), mot anglais qui signifie « daimôn », ou démon (forme francisée), est un type de programme informatique, un processus ou un ensemble de processus qui s'exécute en arrière-plan plutôt que sous le contrôle direct d'un utilisateur.
Les programmes démons sont généralement lancés automatiquement par le système d'exploitation sans l'intervention de l'utilisateur. Ils servent par exemple à vérifier l'arrivée de nouveaux e-mails, à l'affichage de notifications dans une barre de tâches ou à la synchronisation de l'horloge avec un serveur distant. Ils servent en général à répondre à des requêtes du réseau, à l'activité du matériel ou à d'autres programmes en exécutant certaines tâches. Sous Microsoft Windows, ces fonctions sont exécutées par des programmes appelés « services ».
Le terme daemon semble être introduit en 1963 par les concepteurs de CTSS du MIT, en réponse au « dragon », terme employé par les concepteurs d'ITS. Le rétroacronyme Disk And Execution MONitor (« moniteur de disque et d'exécution ») a été inventé pour justifier le terme daemon après qu'il est devenu populaire,.

## Daemonsous UNIX
Dans un système d'exploitation de type UNIX, un daemon est en général un processus dont le processus parent est init, le processus numéro 1. Un daemon peut donc être créé soit par init lui-même, soit par un autre processus en utilisant le mécanisme dit du fork off and die (« Fourcher et mourir » en anglais).  Le principe de ce mécanisme est de générer un processus enfant grâce à l'appel système fork, puis terminer immédiatement. Le processus enfant orphelin se trouve alors adopté par init.
Dans l'usage commun, on appelle aussi daemon n'importe quel processus fonctionnant en arrière-plan, qu'il soit ou non un enfant de init.

## Exemples
Les programmes serveurs réseau, qui doivent fonctionner en permanence, sont des daemons. C'est par exemple le cas des serveurs de messagerie. Les courriels envoyés sans destinataire provoquent en général un message d'erreur provenant du serveur, avec l'adresse « mailer-daemon@serveur.exemple ».
Les noms des logiciels serveurs se terminent souvent par un d comme daemon. Ainsi le terme httpd (« HTTP daemon ») apparaît parfois dans les noms de logiciels serveurs web (NCSA HTTPd, lighttpd, nom de domaine httpd.apache.org pour Apache HTTP Server, etc.), sous UNIX le serveur d'imprimante s'appelle lpd (Line Printer Daemon), etc.
Les daemons peuvent aussi être utilisés pour configurer le matériel (comme devfsd sur les systèmes GNU/Linux), exécuter des tâches répétitives (comme crond) ou effectuer une variété d'autres tâches.
Certains logiciels clients, comme Geneweb, fonctionnent avec un daemon : il faut lancer le daemon, contenant le cœur du logiciel et faisant office de serveur HTTP, puis ouvrir une page spécifique dans un navigateur pour atteindre l'interface utilisateur.